# Decemviri legibus scribundis
Die Decemviri legibus scribundis (Singular Decemvir legibus scribundis, lateinisch für „Zehn Männer zur Abfassung der Gesetze“) waren ein Gremium der frühen Römischen Republik, das mit Sondervollmachten ausgestattet wurde, um die bis dahin mündlich überlieferten Regelungen der römischen Gesellschaft schriftlich zu fixieren. Das Zehnmännerkollegium (Decemvirat) amtierte der Überlieferung zufolge 451 bis 449 v. Chr. anstelle der Konsuln, wobei es nach dem ersten Jahr neu besetzt wurde. Da die schriftliche Überlieferung zur Frühzeit des römischen Staates als sehr unzuverlässig gilt, sind die Einzelheiten zum Gremium und seiner Arbeit in der Forschung unklar beziehungsweise umstritten.

## Geschichte
Im Jahr 452 v. Chr. vereinbarten die römischen Plebejer und Patrizier die Bildung einer Kommission von zehn Männern, um die (bislang mündlich überlieferten) Rechtsregeln niederzuschreiben; während der Amtszeit der Decemviri sollten alle anderen Magistrate suspendiert und ihre Entscheidungen endgültig sein. Die erste Gruppe von Decemviri, ausschließlich aus Patriziern bestehend, übernahm das Amt im Jahr 451 v. Chr. und wurde von Appius Claudius Crassus Inregillensis Sabinus und Titus Genucius Augurinus geleitet, den beiden Konsuln des Jahres. Jeder Decemvir führte im Wechsel die Regierung für einen Tag, der jeweilige Vorsitzende wurde von Liktoren begleitet, die die Fasces trugen. Die Kommission schlug der gesetzgebenden Körperschaft der Zenturiatkomitien einen Gesetzestext in zehn Kapiteln vor, geschrieben auf zehn Bronzetafeln, der dann auch verabschiedet wurde.
Der Erfolg der Kommission führte zur Bildung einer zweiten im Jahr 450 v. Chr. Appius Claudius war der einzige Decemvir, der auch hier mitarbeitete. Diese zweite Kommission fügte dem Kodex zwei weitere Kapitel hinzu, sodass das Zwölftafelgesetz (Lex duodecim tabularum) entstand. Enthalten waren zivil-, straf-, prozess- und staatsrechtliche Regelungen, die für die nächsten Jahrhunderte den Kern römischen Rechts bildeten. Diese Decemvir-Regierung wurde zunehmend tyrannisch und gewalttätig; jeder Decemvir wurde jetzt von zwölf Liktoren begleitet, die die Fasces sogar mit Äxten trugen (ausschließlich Konsuln und Diktatoren wurden von zwölf Liktoren begleitet und nur der Diktator durfte die Fasces mit Äxten innerhalb des Pomerium zeigen, bedeutete dies doch, dass dem Träger das Recht zustand, die Todesstrafe zu verhängen).
Als die Amtszeit dieses Decemvirats ablief, verweigerten die Decemviri die Abgabe der Amtsbefugnisse und den Nachfolgern die Aufnahme der Amtsgeschäfte. Appius Claudius wurde nachgesagt, eine ungerechte Entscheidung getroffen zu haben, die eine junge Frau namens Verginia in die Prostitution gedrängt habe, was ihren Vater dazu brachte, sie zu töten, eine Situation, die einen Aufstand gegen das Decemvirat verursachte und die Decemviri im Jahr 449 v. Chr. zum Rücktritt zwang, so dass der normale Magistrat (magistratus ordinarii) wieder eingesetzt werden konnte.

## Kalenderreform
Mit der Tätigkeit der Decemviri legibus scribundis wird die erste große Reform des römischen Kalenders in Verbindung gebracht. Dabei wurde der bisherige Lunarkalender mit seinem 354-tägigen Jahr aus zwölf Mondmonaten aufgegeben, weil er unregelmäßige Schaltzeiten erforderte, um sich nicht im Laufe der Zeit gegenüber dem Sonnenjahr und damit den Jahreszeiten zu verschieben. Fortan wurden regelmäßige Schaltzeiten zwischen die Monate eingeschoben, um diese mit dem Sonnenjahr in Übereinstimmung zu bringen; die Übereinstimmung der Monate mit der Umlaufzeit des Mondes wurde dadurch aufgegeben. Da nun dafür jedoch die Orientierungstage im Kalender (Kalenden, Nonen, Iden und Tubilustrium) nicht mehr weitgehend regelmäßig aufeinander folgten, könnten im Rahmen dieser Reform stattdessen die Nundinae eingeführt worden sein, die in späterer Zeit das regelmäßige Abhalten der Markt- und Gerichtstage gewährleisteten.
Häufig wurde diese Kalenderreform in der Antike dem legendären König Numa Pompilius zugeschrieben, was aber historisch recht unglaubwürdig ist. Demgegenüber haben zwei frühe Chronisten, Gaius Sempronius Tuditanus und Lucius Cassius Hemina, eine solche Reform den Dezemvirn des Jahres 450 zugeschrieben. Teilweise wurde zwar in der Forschung angenommen, dass auch die Zuschreibung der Reform durch Tuditanus und Hemina nicht auf eindeutige Quellen zurückging, sondern auf einer freien Interpretation der Zwölftafelgesetze und der damals überlieferten Kalender (Fasti) basierte. Allerdings gibt auch Cicero die Information wieder, dass die Fasti mit dem Zwölftafelgesetz publiziert worden seien. Wenig später schreibt Cicero die ersten Fasti zwar Gnaeus Flavius im Jahr 304 v. Chr. zu, meint dort aber wohl die Fasti im engen Sinne (Markierung der Tagescharaktere im römischen Kalender), während die Kalenderreform des Jahres 450 sich auf die Einführung des Kalenders im Allgemeinen, also die Monate und ihre Längen, beschränkt haben könnte.
Demnach ist die Datierung einer frühen Kalenderreform in die Amtszeit der zweiten Decemviri legibus scribundis tatsächlich recht plausibel. Eine Bestätigung bietet Ovid in seinem Gedicht Fasti, in dem er den Dezemvirn eine Reform zuschreibt, mit der Januar und Februar in die richtige Reihenfolge gebracht worden seien. Ansonsten ist als spätestmöglicher Zeitpunkt für die Einführung des Sonnenkalenders im Rom nur das Jahr 400 v. Chr. festzulegen, da in diesem Jahr eine Sonnenfinsternis an den Nonen des Juni aufgetreten sein soll, was im römischen Mondkalender unmöglich wäre.

## Mitglieder
Decemviri Consulari Imperio Legibus Scribundis (451 v. Chr.):
- Appius Claudius Crassus Inregillensis Sabinus, Konsul
- Titus Genucius Augurinus, Konsul
- Titus Veturius Crassus Cicurinus
- Gaius Iulius Iullus
- Aulus Manlius Vulso
- Servius Sulpicius Camerinus Cornutus
- Publius Sestius Capito Vaticanus
- Publius Curiatius Fistus Trigeminus
- Titus Romilius Rocus Vaticanus und
- Spurius Postumius Albus Regillensis

Decemviri Consulari Imperio Legibus Scribundis (450–449 v. Chr.)
- Appius Claudius Crassus Inregillensis Sabinus, Konsul
- Marcus Cornelius Maluginensis
- Marcus Sergius Esquilinus
- Lucius Minucius Esquilinus Augurinus
- Quintus Fabius Vibulanus
- Quintus Poetelius Libo Visolus
- Titus Antonius Merenda
- Kaeso Duillius
- Spurius Oppius Cornicen und
- Manius Rabuleius